# 空色ユーティリティ
『空色ユーティリティ』（そらいろユーティリティ）は、Yostar Pictures制作による日本のテレビアニメ。Yostar Pictures初のオリジナル作品で、ゴルフを楽しむ3人の少女を描いた作品。
2021年12月31日に単発の短編アニメが、2025年1月から3月までテレビシリーズが、いずれもTOKYO MXほかにて放送。

## ストーリー
短編アニメ
ゴルフを始めたばかりの美波は、遥・彩花とともにゴルフ場に向かう。美波は新しいゴルフボールをおろし、遥は3人の頭文字を合わせた「HAM」という文字をボールに書き込むが、美波は2人のように上手く打てないことに落ち込む。緊張で固くなっている美波に対し、理想をイメージすることが大事だと遥は語る。ゴルフを始めるきっかけとなった遥の姿を思い出し、美波はとても良いスイングを打った。結局パーを取ることはできなかったが、スコアがどうあれ会心のショットがあればゴルフは楽しめるのだ、ということを3人は温泉で語りあう。
テレビアニメ
高校生になった青羽美波は、大好きだったソーシャルゲームのサービス終了を切っ掛けに「自分が特別になれる何か」を探す。様々な部活に挑戦したり、学校の外でも探してみるがなかなか見つからない。ある日、美波は困っていた老人を助け、彼が行こうとしていたゴルフ練習場へ連れて行く。そこで練習をしていた茜遥と出会い、彼女からゴルフの楽しさを教えてもらい夢中になっていく。

## 登場人物

### 主要人物
青羽 美波（あおば みなみ）
声 - 高木美佑
高校1年生。ゴルフを始めたばかりの初心者。自分が特別にやりたい事を探していたが、腰を痛めていたマサさんを助けた事を切っ掛けにゴルフを始める。持っているペンギンをモチーフにしたキャラクターは「ペン吉」。
茜 遥（あかね はるか）
声 - 天海由梨奈
高校3年生。幼少期からゴルフを始めており、プロを目指している。初心者の美波を指導して、ゴルフの楽しさを教える。
星美 彩花（ほしみ あやか）
声 - 後藤彩佐
大学3年生。柔らかな雰囲気。人気の読者モデルでゴルフにも詳しく、女子に気軽にゴルフをしてもらう為に「ほしみん」と名乗って配信している。

### 周辺人物
秋名 泉美（あきな いずみ）
声 - 花守ゆみり
美波のクラスメイト。将棋部に入り、奨励会入りを目指している。
青羽 正樹（あおば まさき）
声 - 田村睦心
美波の弟。姉との仲はイマイチ。
田所 昌夫（たどころ まさお）
声 - 井上和彦
ゴルフの練習場の常連の老人。通称はマサさん。
田辺 長介（たなべ ちょうすけ）
声 - 堀内賢雄
ゴルフの練習場の常連の老人。通称はチョウさん。
田中 哲弘（たなか てつひろ）
声 - 森川智之
ゴルフの練習場の常連の老人。通称はテツさん。飛ばしのテツヤとも。
めぐみ
声 - 本田貴子
キャディをしていて、遥とは旧知の仲。ゴルファーとして高い実力を持ち、かつてはプロを目指していた。
夜嵐 日向（よあらし ひな）
声 - 長縄まりあ
海外在住の令嬢。天才中学生ゴルファーとして注目されている。全米女子アマで準優勝した遥に憧れてゴルフを始めた。
ゴルフのシミュレーションゲームで自分より高スコアを出した美波達を調べる為に来日するが、遥の誘導で美波と組んで遥・彩花組とダブルス対決をする。美波からは「ひなぴよちゃん」と珍妙なニックネームを付けられ難色を示すも、いつしか受け入れていた。

## 短編アニメ
TOKYO MXにて2021年12月31日の19時30分から20時まで放送され、放送直後にYouTubeにて全編が無料で公開された。アニメ本編は約15分で、後半はキャストとスタッフによるトークパートとなっている。

### 製作
| 監督・演出 キャラクターデザイン 作画監督 | 斉藤健吾           |
| 脚本                                     | 望公太             |
| 絵コンテ                                 | 雨宮哲             |
| 色彩設計                                 | 武田仁基           |
| 美術監督                                 | 伊東広道           |
| 3DCG                                     | 工藤昂史           |
| 撮影監督                                 | 向云飛             |
| 編集                                     | 奥田浩史           |
| 音楽・音響監督                           | daisuke horita     |
| 音響制作                                 | デルファイサウンド |
| プロデューサー                           | 李衡達             |
| アニメーション プロデューサー            | 栗原健             |
| アニメーション制作 製作                  | Yostar Pictures    |

#### 沿革
Yostar Picturesの斉藤健吾が、放送の2年ほど前からゴルフにはまっており、自身のTwitterでも「ゴルフアニメをやりたい」と発言したことから、2021年4月ごろに企画が立ち上がった。マネタイズ案などは無かったが、取締役の稲垣亮祐は、他の仕事のすき間時間にやるのであれば特に言うことはない、やりたいことがあるのであれば好きにやればいいのでは、というように返したという。
4月末には脚本が完成し、ゴールデンウィークごろには絵コンテが開始、キャラクター設定の構築が5月に行われ、音響関連を含むアニメ映像が8月には完成しており、制作期間は約4か月。
タイトルを決める際に脚本の望公太が出した案にユーティリティがあり、響きの柔らかさなどからそれが採用され、斉藤が普段描いている青空のイメージと合わせ、『空色ユーティリティ』がタイトルに決定した。

#### キャラクター設定
登場キャラクター3人は年齢や学校をバラバラに設定されている。これは、先輩と後輩ではなく「年の離れた友達」という関係性を描きたかったと斉藤は語っている。呼び方に関しても「先輩」という言葉を使わないことで、友達同士であるという面を表現している。
まず最初に、学校が好きでも嫌いでもない少女・美波が主人公として決まり、その後彼女が学外のコミュニティで楽しみを見つけていく、という姿を描くために、お姉さんの立場にあたる遥と彩花が設定された。また、デザイン面では、耳にピアスを開けた女の子が描きたいことから美波が、黒髪の女の子を描きたいことから遥が決まり、インスタ女子のようなキャラクターにしたいと彩花がデザインされた。

#### 演出
ゴルフのハウツーものにするとそれだけで尺がいっぱいになってしまうことやテンプレート的な展開になってしまうことからあえてゴルフに関する説明は省いており、ゴルフそのものではなく、ゴルフを通じた3人の関係性を重視している。
ラストシーンの空を印象的なものにするために、それ以前のシーンでは意図的に空の描写を減らしており、それが、美波が初心者ゆえに地面ばかり見てプレイしてしまうことと重ねている。

### 主題歌
「群青 Love theory」
HAMによる短編アニメ版のエンディング主題歌。作詞はぷるぽよ、作曲・編曲はdaisuke horita。放送翌日の2022年1月1日にソロバージョンを含めて各音楽配信サービスにて配信が開始された。

### 放送・配信
| 放送日         | 放送時間      | 放送局   | 対象地域 |
| -------------- | ------------- | -------- | -------- |
| 2021年12月31日 | 19:30 - 20:00 | TOKYO MX | 東京都   |

| 配信開始日     | 配信開始時間 | 配信サイト                             | 対象地域   |
| -------------- | ------------ | -------------------------------------- | ---------- |
| 2021年12月31日 | 20:00        | YouTube Yostar Pictures 公式チャンネル | 全世界     |
|                |              | Crunchyroll、Funimation                | アジア以外 |

## テレビシリーズ
2024年2月、テレビアニメシリーズの制作が発表された。2025年1月から3月までTOKYO MXほかにて放送された。

### スタッフ
- 原作・アニメーション制作 - Yostar Pictures[2][19]
- 監督・キャラクターデザイン・総作画監督 - 斉藤健吾[2][19]
- シリーズ構成 - 佐藤裕[2]
- 原案協力 - 望公太[2]
- 色彩設計 - 武田仁基[20]
- 美術監督 - 工藤義隆[20]
- 撮影監督 - 呉健弘[20]
- 編集 - 重村建吾、佐藤彩香[20]
- デジタルディレクター - 鏡洋祐[19]
- アートディレクター - サカイマサトシ[19]
- 音楽・音響監督 - daisuke horita[20]
- 音楽制作 - Yostar Pictures Sounds、ZENTA STUDIO[20]
- 音楽プロデューサー - 渡部直[19]
- プロデューサー - 宮治舞、木梨美涼、工藤雅世、奥永祥正、杉本俊太、菊池貞吉[19]
- アニメーションプロデューサー - 堀田大介、高木秀仁[19]
- 製作 - 空色ユーティリティ[19]

### 主題歌
「主人公になろう！ feat.鈴木愛理」
オーイシマサヨシによるオープニングテーマ。フィーチャリングボーカルとして鈴木愛理が参加したデュエットソング。作詞・作曲・編曲は大石昌良。
「水平線」
矢作萌夏によるエンディングテーマ。作詞・作曲は矢作萌夏、編曲は宗本康兵と矢作萌夏。
「Zubatto⭐︎ショット 首ったけ!!!」
高橋洋樹による挿入歌。作詞は土橋亜希、作曲・編曲はdaisuke horita。
「群青 Love theory (special ver.)」
HAMによる挿入歌。作詞はぷるぽよ、作曲・編曲はdaisuke horita。

### 各話リスト
| 話数      | サブタイトル                                 | 脚本   | 絵コンテ          | 演出                        | 作画監督                                                                          | 初放送日      |
| --------- | -------------------------------------------- | ------ | ----------------- | --------------------------- | --------------------------------------------------------------------------------- | ------------- |
| 1st shot  | スペシャルな出会い Special Encounters        | 佐藤裕 | 池田重隆 斉藤健吾 | 池田重隆 かとうしゅうさく   | 徳田拓也 清水拓磨 郁山想 青木裕子 Zearth Sato 齋藤直貴 Grand Guerrilla            | 2025年 1月4日 |
| 2nd shot  | スペシャルな友達 Special Friends             | 佐藤裕 | 池田重隆 斉藤健吾 | かとうしゅうさく            | 辻浩樹 郁山想 Zearth Sato 酒井KEI 青木裕子                                        | 1月11日       |
| 3rd shot  | スペシャルなお仕事 Special Job               | 皐月彩 | 池田重隆 斉藤健吾 | 伊藤然一郎                  | 徳田拓也 郁山想 青木裕子 佐藤美音子 Grand Guerrilla                               | 1月18日       |
| 4th shot  | スペシャルなクラブ Special Club              | 水月秋 | 池田重隆 斉藤健吾 | 奥野浩行                    | 平松康佑 彭佩琦 関川稀 梅澤茉里                                                   | 1月25日       |
| 5th shot  | スペシャルな特訓 Special Training            | 佐藤裕 | 池田重隆 斉藤健吾 | かとうしゅうさく            | 辻浩樹 菊田裕司 徳田拓也 Zearth Sato 酒井KEI 佐藤美音子 天界                      | 2月1日        |
| 6th shot  | スペシャルなラウンド Special Round           | 水月秋 | 田部伸一          | 三ヶ尻克成                  | 辻浩樹 徳田拓也 清水拓磨 郁山想 柿畑文乃 Zearth Sato 佐藤美音子                   | 2月8日        |
| 7th shot  | スペシャルな必殺技！ Special Finishing Move! | 佐藤裕 | 田部伸一          | 深瀬重                      | しんぼたくろう 関田有紀子                                                         | 2月15日       |
| 8th shot  | スペシャルなキャディ Special Caddie          | 皐月彩 | ワタナベシンイチ  | 奥野浩行                    | 平松康佑 関川稀 梅澤茉里 野田康行                                                 | 2月22日       |
| 9th shot  | スペシャルなバズ Special Buzz                | 水月秋 | 中島政興          | 伊藤然一郎 かとうしゅうさく | 佐々木政勝                                                                        | 3月1日        |
| 10th shot | スペシャルなお嬢様!? Special Milady!?        | 佐藤裕 | 鈴木裕輔          | かとうしゅうさく            | 菊田裕司 Zearth Sato 野田康行 しんぼたくろう 関田有紀子                           | 3月8日        |
| 11th shot | スペシャルなダブルス Special Doubles Match   | 皐月彩 | ほしかわたかふみ  | 田部伸一                    | 郁山想 酒井KEI Zearth Sato 佐藤美音子 関田有紀子                                  | 3月15日       |
| 12th shot | スペシャルな特別 Special ❝Special❞           | 水月秋 | 雨宮哲            | 三ヶ尻克成                  | 郁山想 辻浩樹 徳田拓也 清水拓磨 菊田裕司 柿畑文乃 平松康佑 Zearth Sato 関田有紀子 | 3月22日       |

### 放送局
| 放送期間               | 放送時間                     | 放送局       | 対象地域   | 備考                                 |
| ---------------------- | ---------------------------- | ------------ | ---------- | ------------------------------------ |
| 2025年1月4日 - 3月22日 | 土曜 1:00 - 1:30（金曜深夜） | TOKYO MX     | 東京都     | 製作参加 / リピート放送あり          |
| 2025年1月5日 - 3月23日 | 日曜 1:30 - 2:00（土曜深夜） | テレビ神奈川 | 神奈川県   |                                      |
|                        | 日曜 3:38 - 4:08（土曜深夜） | 毎日放送     | 近畿広域圏 | 『アニメシャワー』第4部              |
|                        | 日曜 23:30 - 月曜 0:00       | BS朝日       | 日本全域   | BS/BS4K放送 / 『アニメA』枠          |
| 2025年1月7日 - 3月25日 | 火曜 22:00 - 22:30           | AT-X         | 日本全域   | CS放送 / 字幕放送 / リピート放送あり |

| 配信開始日   | 配信時間                    | 配信サイト |
| ------------ | --------------------------- | --- |
| 2025年1月4日 | 土曜 2:00（金曜深夜） 更新  | ABEMA バンダイチャンネル dアニメストア DMM TV FOD Hulu Lemino ニコニコチャンネル Prime Video U-NEXT WOWOWオンデマンド Rakuten TV Video Market |
|              | 土曜 22:30 - 23:00          | ニコニコ生放送 |
| 2025年1月5日 | 日曜 4:08（月曜深夜） 更新  | MBS動画イズム TVer |
| 2025年1月8日 | 火曜 00:00（月曜深夜） 更新 | J:COM STREAM milplus Pontaパス TELASA |

### BD
| 巻 | 発売日        | 収録話         | 規格品番   |
| -- | ------------- | -------------- | ---------- |
| 1  | 2025年3月26日 | 第1話 - 第4話  | PCXP-51181 |
| 2  | 2025年4月23日 | 第5話 - 第8話  | PCXP-51182 |
| 3  | 2025年5月28日 | 第9話 - 第12話 | PCXP-51183 |

### 音楽作品

#### アルバム
| 発売日        | タイトル                                               | 規格品番   |
| ------------- | ------------------------------------------------------ | ---------- |
| 2025年2月19日 | 「空色ユーティリティ」キャラクターソング・ミニアルバム | PCCG.02429 |

#### サウンドトラック
| 発売日             | タイトル                                           | 収録曲   | 規格品番   |
| ------------------ | -------------------------------------------------- | -------- | ---------- |
| 2025年3月26日 予定 | 「空色ユーティリティ」オリジナル・サウンドトラック | 60曲以上 | PCCG.02431 |

### オンラインゲーム
第9話に登場したゲーム「ぺんぎんドリーム」のスピンオフ版『ぺんぎんドリーム プチ HAM付き』が公式HPにて公開された。 また、元プロゲーマー、ゲームキャスター、ストリーマーである鈴木ノリアキによる配信も行われた。

### ユニットメンバー
1. 1 2  美波（高木美佑）、遥（天海由梨奈）、彩花（後藤彩佐）